# 長良橋陸閘

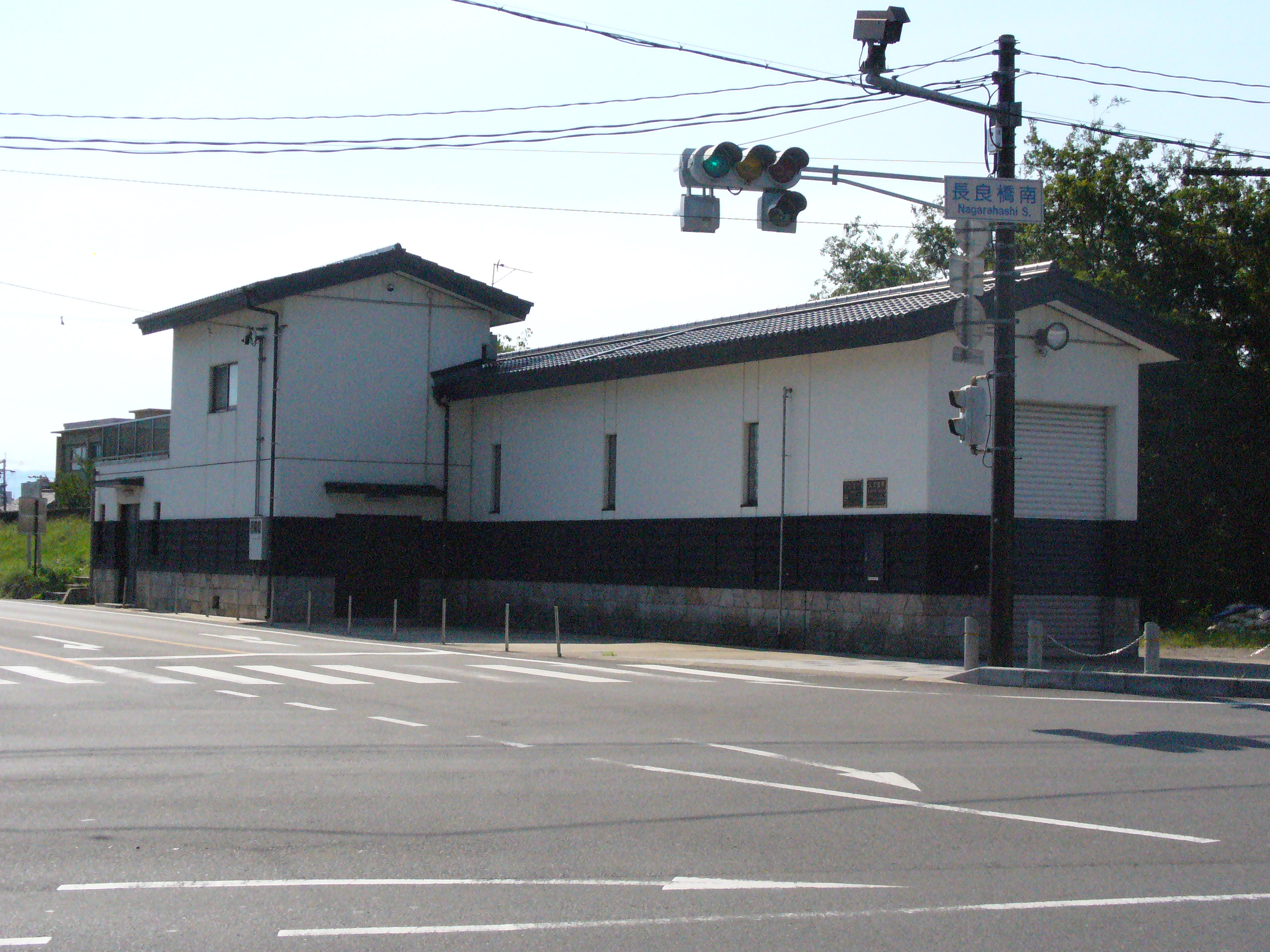
城下町にちなんだデザインの大宮陸閘

長良橋陸閘（ながらばしりっこう）とは、岐阜県岐阜市の長良橋右岸の長良陸閘と左岸の大宮陸閘からなる陸閘。1959年（昭和34年）の伊勢湾台風と翌1960年（昭和35年）8月の台風11号・12号による洪水時に、この箇所から溢れだした水が岐阜市内に溢流、氾濫したため、その対策として陸閘が設置された。商用電源・発電機により操作を行う大規模な物で、この他にも付近には大小約100か所の陸閘があり、長良川右岸の鵜飼屋地区では堤防本堤6か所、防水壁13か所の計19か所、左岸の川原町地区では堤防本堤5か所、防水壁9か所の計14か所、合計33か所の国土交通省直轄陸閘が存在する。

## 概要
長良橋付近では、河道と堤防本提の間の堤外地（右岸の鵜飼屋地区及び左岸の川原町地区）に長良川温泉旅館街や住宅地が拡がり、それらは防水壁によって長良川と仕切られている。これら堤外地と連絡するため、堤防本提に生活に必要な道路を切通しを設けて通しているが、河川増水時には洪水が市街地へ流入するのを防ぐためにそれを遮断する必要があり、そのために大小様々な陸閘を設けている。
大宮、長良の両陸閘は、長良川（長良水位観測所）の水位が18.94mに達すると閉鎖作業を開始し、水位が19.74mを越えると完全閉鎖（全閉）する。この陸閘全閉は、1976年（昭和51年）9月の9.12水害で初めて実施されたが、2002年（平成14年）までは陸閘全閉水位が19.86mに設定されていたため、2000年（平成12年）9月の東海豪雨では全閉されず、2004年（平成16年）10月の台風23号、2018年（平成30年）7月の豪雨（平成30年7月豪雨）に全閉されている。

## 歴史

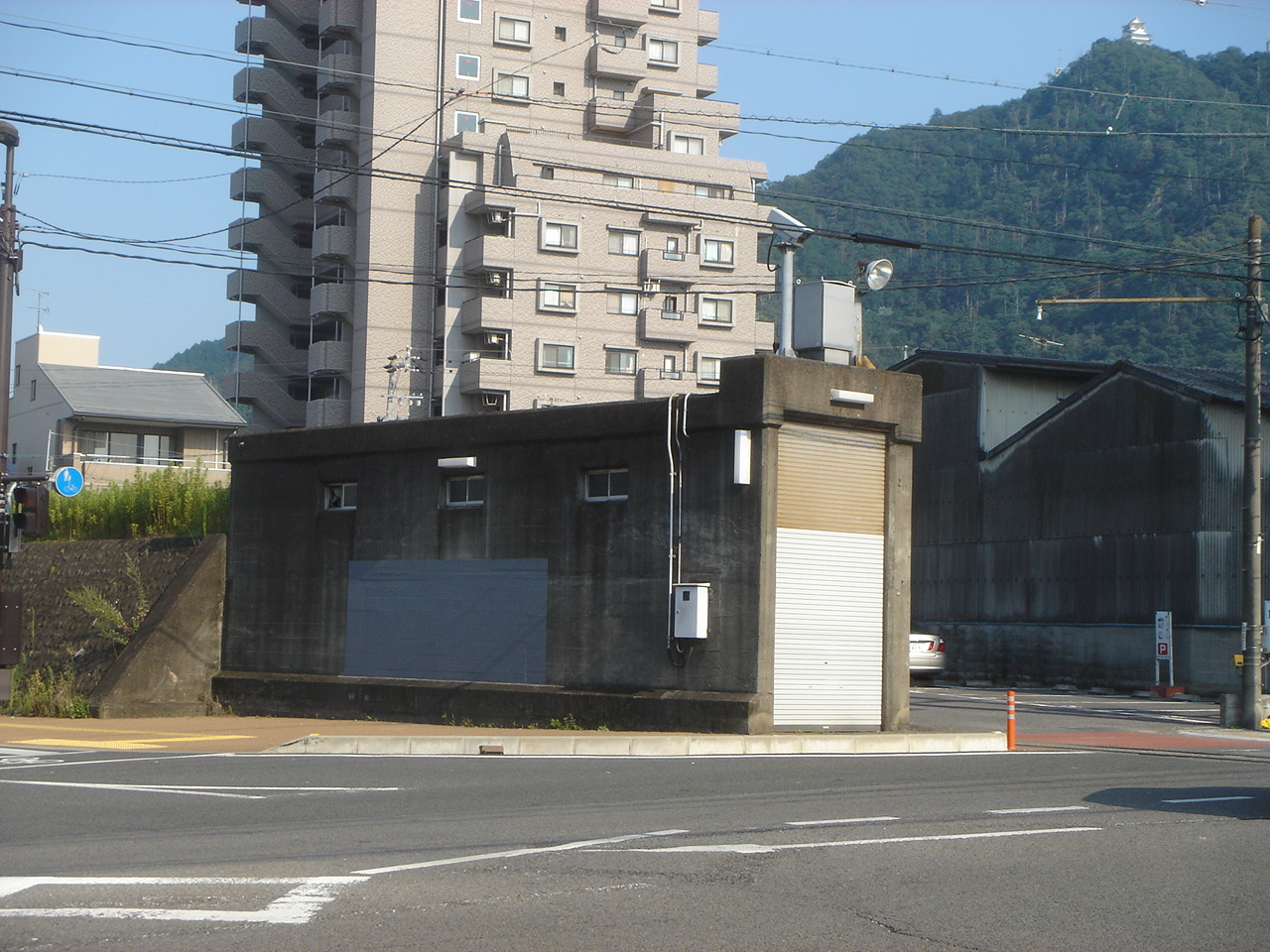
改築前の長良陸閘（2007年8月撮影）

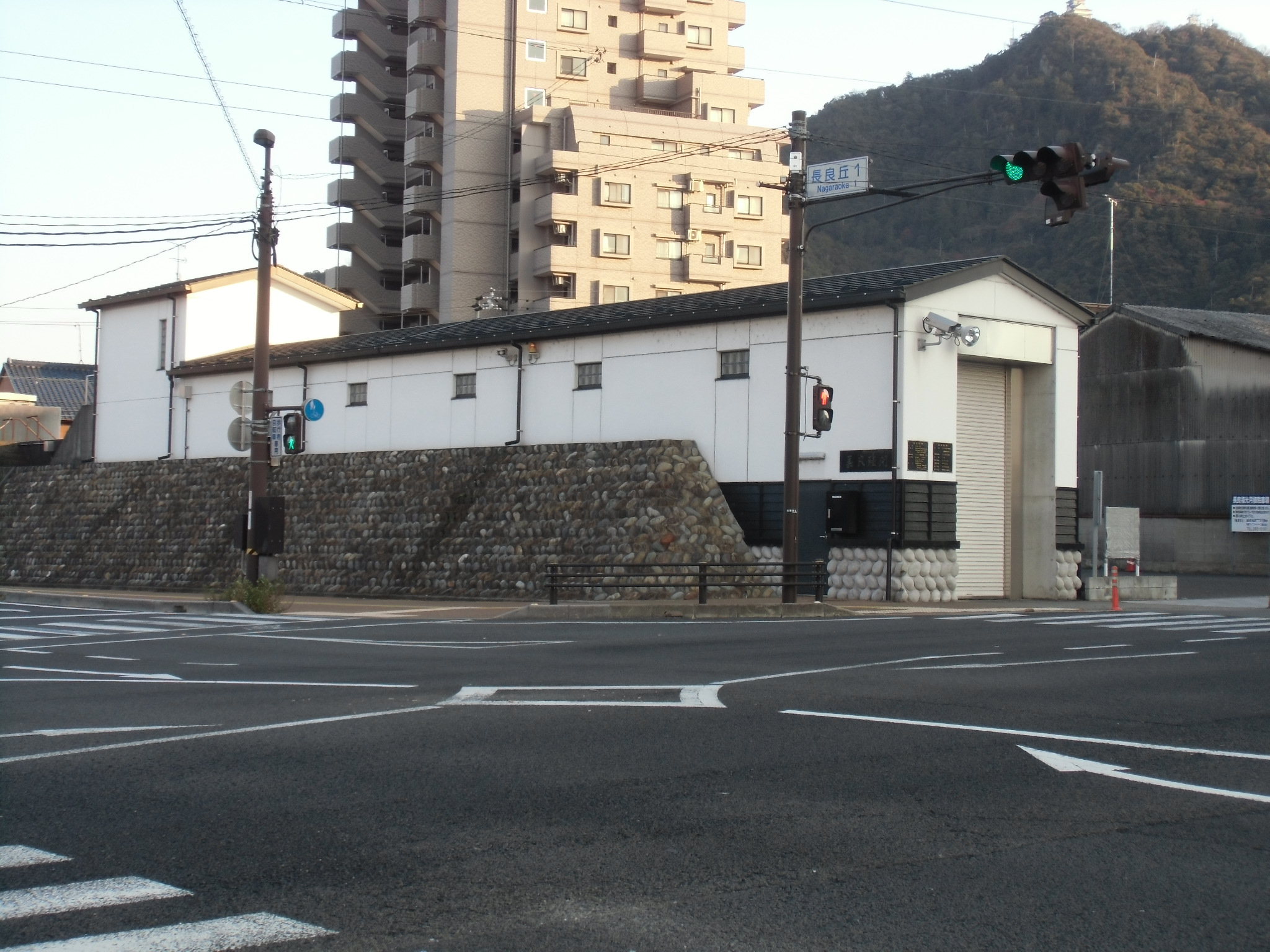
長良陸閘（2014年1月撮影）

- 1961年（昭和36年）10月- 大宮、長良両陸閘の建設に着工。
- 1962年（昭和37年）3月 - 大宮、長良両陸閘が設置される。
- 1976年（昭和51年）9月 - 9.12水害で大宮、長良の両陸閘が初めて全閉される。
- 2001年（平成13年）5月 - 大宮陸閘が国道256号の渋滞対策としての交差点改良（道路拡幅）に伴い全面改築。
- 2008年（平成20年）6月 - 長良陸閘が老朽化に伴い全面改築。

## 長良陸閘
- 長良橋右岸の堤防本提に設置されている。
- 形式：プレートガータ構造式鋼製横引きゲート1門、電動操作方式（商用電源・発電機）
- 高さ：3.800m、長さ：24.800m（純径間：22.000m）
- 重量：51,338Kg
- 開閉速度：3.1m/分
- ゲート製作：株式会社 丸徳鉄工
- 施工：巴産業
- 築造後45年（2007年時点）が経過し老朽化が進んだため、2007年（平成19年）9月4日から2008年（平成20年）3月28日まで、国土交通省による全面改築が行われた。改築前の諸元は下記の通り。
  - 形式：横引きゲート2門、エンジン操作方式
  - 高さ：3.800m、長さ：11.260m×2（純径間：21.700m）
  - ゲート製作：名古屋造船（現・IHI）
  - 旧ゲートの一部が、改築後の長良陸閘（西側）脇に展示されている。
- 所在地：岐阜市長良丘地先

## 大宮陸閘
- 長良橋左岸の堤防本提に設置されている。

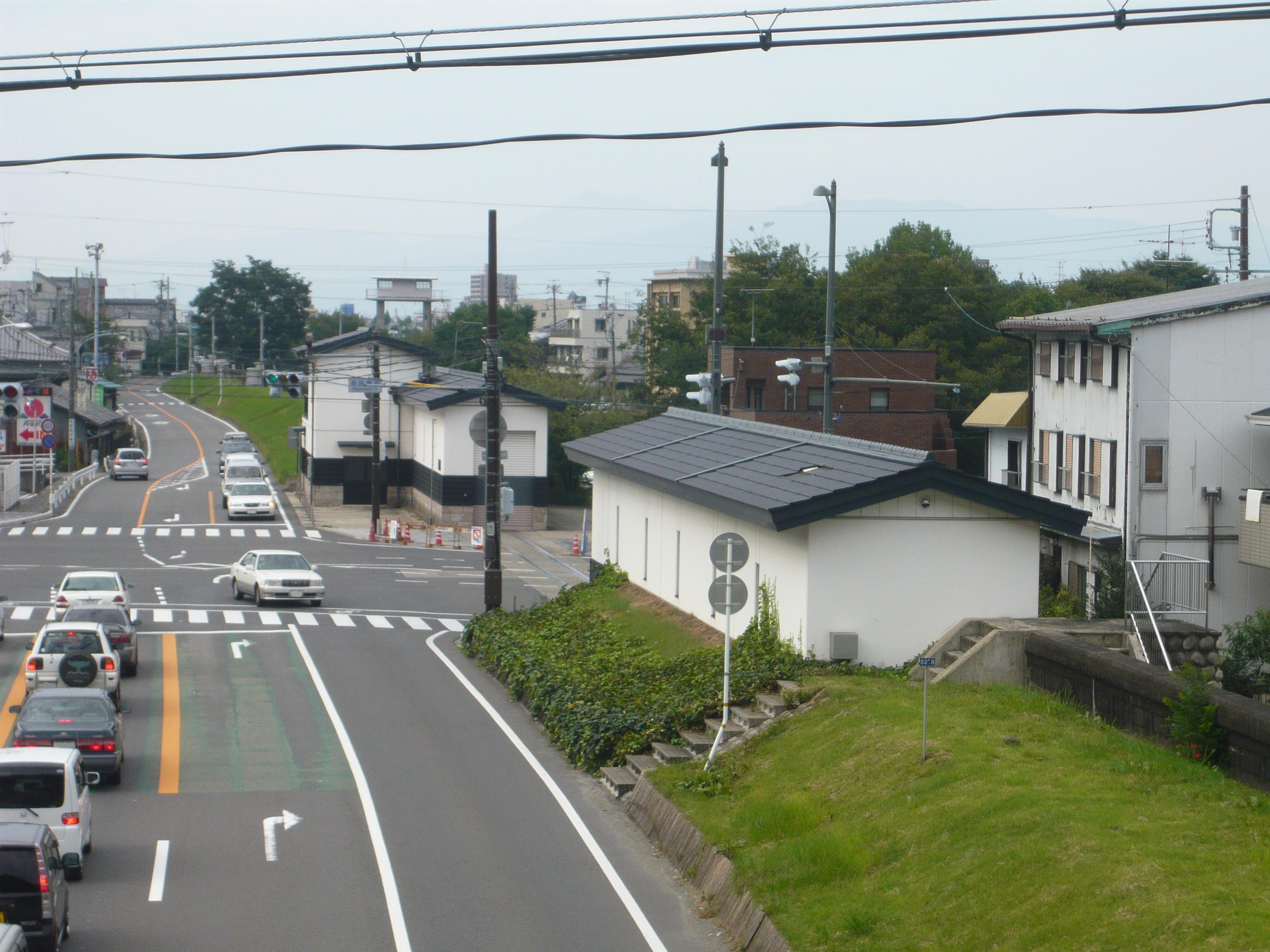
大宮陸閘（2007年10月撮影）

- 形式：鋼製両開式横引きゲート2門、電動操作方式（商用電源・発電機）
- 高さ：3.170m、長さ：25.000m×2（純径間：45.000m）
- 重量：93,312kg
- 開閉速度：3.0m/分
- ゲート製作：株式会社 丸徳鉄工
- 施工：大日本土木
- 設置場所が岐阜城のある金華山のふもとのため、ゲート格納庫は城下町にちなんだデザイン。全面改築後の長良陸閘も同様のデザインを採用している。
- 所在地：岐阜市長良大宮町1丁目

## その他
- 毎年1回、出水期を迎える前に長良橋（国道256号の陸閘付近）を全面通行止めし、地元水防団による大規模な定期点検を兼ねた水防訓練が行われる。国道256号は主要道路のため、操作訓練は深夜に行われている[7][8]。

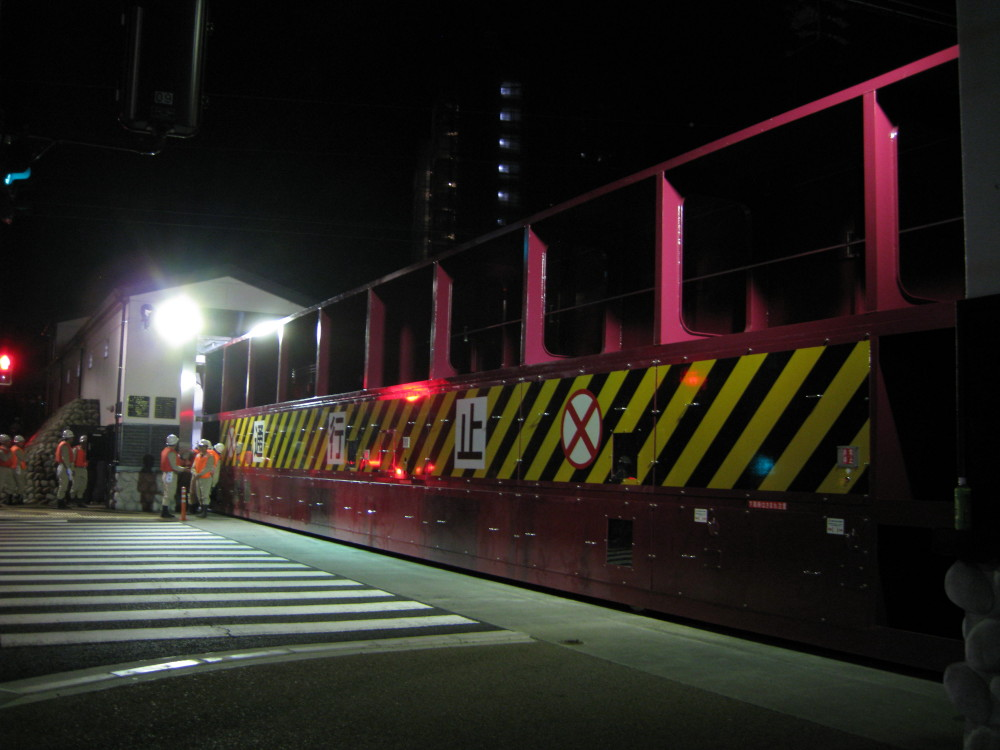
長良陸閘の水防訓練（2012年6月撮影）
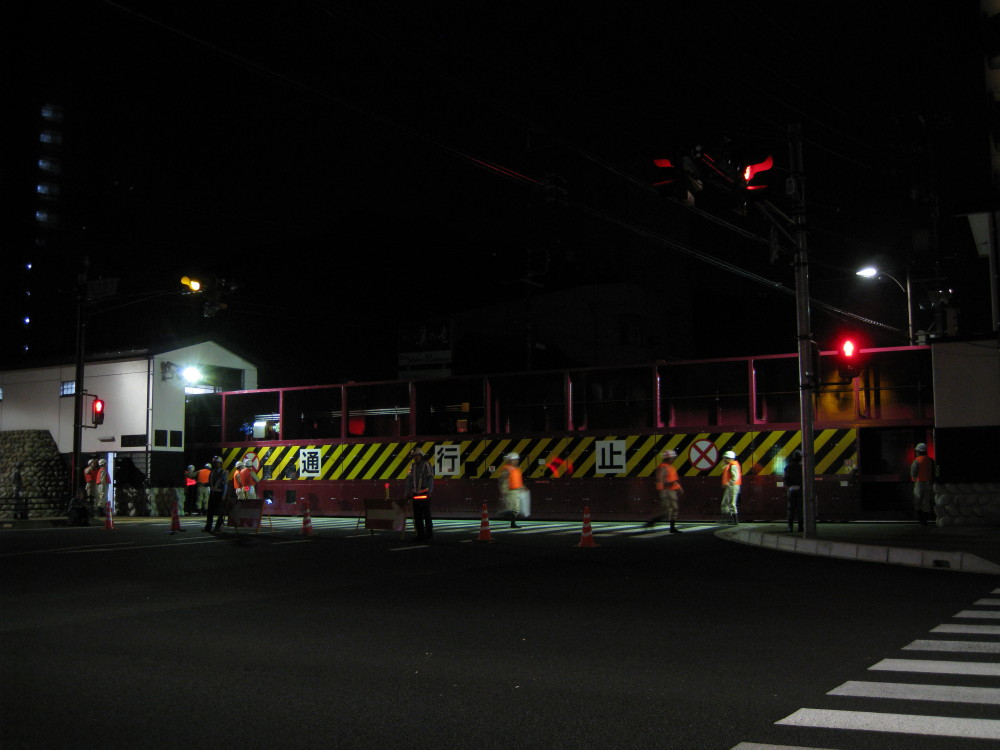
長良陸閘の閉鎖状況（2012年6月撮影）
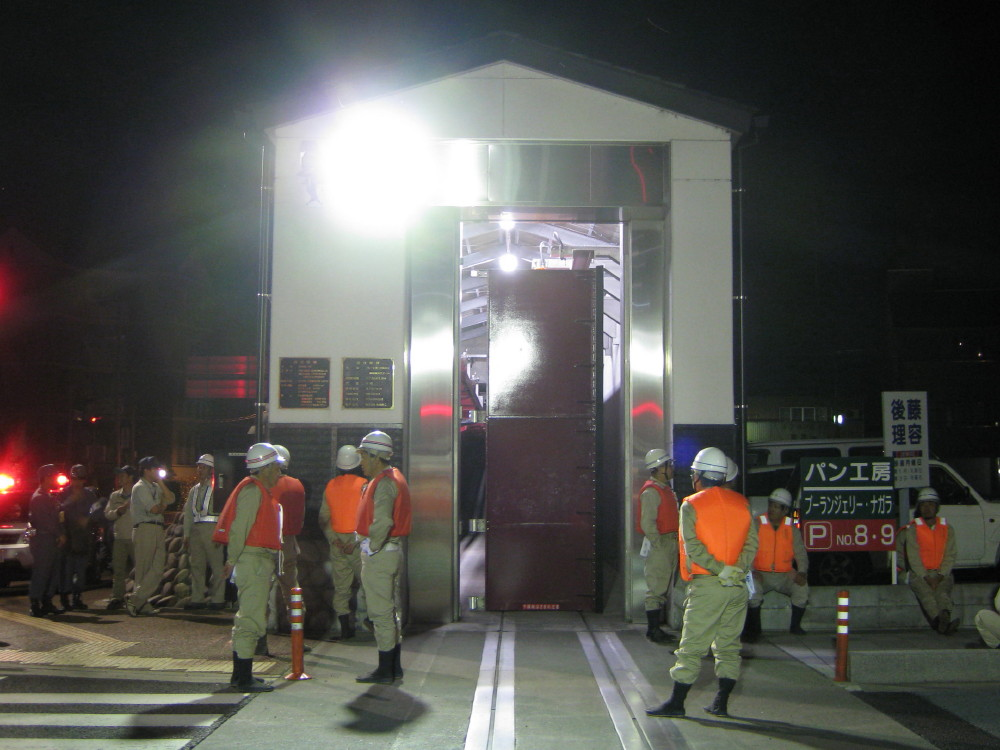
長良陸閘の格納状況（2012年6月撮影）

## 参考資料
- 国土交通省中部地方整備局 木曽川上流河川事務所
  - 陸閘カード誕生!
  - 長良陸閘カード、大宮陸閘カード